# Cserni János (bíró)
Cserni János (Budapest, 1971–) a Fővárosi Bíróság Büntető Kollégiumának bírája, tanácselnök a Galamus csoport alapító tagja és újságírója. Cserni a jogi diplomája mellett újságírói diplomával is rendelkezik.

## Bírói működése
Cserni a szegedi József Attila Tudományegyetem jogi karán tanult. 1995-ben szerzett diplomát. 1997-ben a Váci Városi Bíróságon kapott bírói kinevezést. Később az Országos Igazságszolgáltatási Tanács Hivatalában és a Pesti Központi Kerületi Bíróságon dolgozott. 2002-től a Fővárosi Bíróságon volt büntetőbírő. 2003-ban megszerezte második diplomáját kommunikációszakon. Ezután néhány évig a győri Széchenyi István Egyetem jogi karán tanított.
Cserni bírósági működése akkor jelent meg először a közvélemény előtt, amikor addig példátlan módon sajtóperben pénzbüntetés helyett letöltendő fogházbüntetésre ítélte Bencsik Andrást egy magánvádas perben. Bencsik a Magyar Demokrata főszerkesztőjeként került bíróság elé egy Bertók László Attila újságíró által írott cikk miatt. A cikkben említett Mécs Imre SZDSZ-es országgyűlési képviselővel kapcsolatos állítások jellege miatt hozott ítéletet nemzetközi tiltakozás követte. A Legfelsőbb Bíróság végül megsemmisítette Cserni Bencsikre kiszabott ítéletét, és a letöltendő szabadságvesztést 60 000 Ft-os pénzbüntetésre változtatta. Cserni az ítéletet nem fogadta el, az Alkotmánybírósághoz fordult, azonban emiatt a Magyar Bírói Egyesület etikai eljárásban marasztalta el, mivel Cserni nyilvánosan törvénysértéssel vádolta a Legfelsőbb Bíróságot. Az esetet követően Csernit elöljárói eltiltották az ítélkezéstől a média- és sajtóügyek területén.
Cserni 2007-ben hét aktív és három egykori bírósági dolgozóval alakította meg az Ideális Bírósági Igazgatásért Közhasznú Egyesületet (Ibike); a társtagok közé tartozott Fleck Zoltán jogszociológus is. Az egyesület megalakulását kritikák kísérték, a Magyar Bírói Egyesület (MBE) elnöke, Uttó György szerint az egyesület „a bírói kar lejáratását” célozza. Cserni többször kifogásolta azokat a törvényeket, amik korlátozzák a bírók nyilvános politikai állásfoglalásait, valamint a bírósági ügyek kapcsán történő nyilatkozattételt. Cserni 2007-ben egy beadvánnyal élt az Alkotmánybíróság felé, amiben a bírák jogállásáról szóló, 1997. évi LXVII. törvény (Bjt.) három passzusának megsemmisítését kérte. Ezek szerinte aránytalanul korlátozzák a szólásszabadság alkotmányos alapjogát, előírva, hogy bíróként nem nyilatkozhat sem folyamatban lévő, sem lezárt ügyekről, különös tekintettel azokra, amikben ő maga járt el. Cserni 2007-ben politikai tevékenysége miatt írásos figyelmeztetésben részesült, fegyelmi eljárás megindulása nélkül. Cserni médiaszereplései, megfogalmazott kritikái sok vitát váltottak ki, a fővárosi bíróság elnöke szerint Cserni attól kezdve kritizálja az igazságszolgáltatást, amióta nem választották meg a Fővárosi Bíróság elnökhelyettesévé. „Azért nem, mert az OIT szabályzata nyolc évben határozza meg egy megyei bírósági elnökhelyettes esetében a poszt betöltéséhez szükséges gyakorlati időt, s neki csak hét éve volt. Nem lett elnökhelyettes, hát lemondott a titkárságvezetői posztról is.”
2009-es megalapítása óta Cserni tagja a Galamus csoportnak, és ezáltal rendszeresen publikál cikkeket a galamus.hu portálon. 2010-ben Cserni egy „A mártír harca” című cikke nagy vitát váltott ki. Ebben élesen támadja a Fideszt és a párt országgyűlési képviselőjét, Révész Máriuszt, többek között a cikk címében utalva a 2006-os eseményekre, valamint az esetre, amikor a bántalmazott politikust Kuncze Gábor „Révész Mártiriusznak” gúnyolta egy zárt körű, mégis kiszivárgott beszélgetésben. Az cikk következményeképp rövidesen fegyelmi eljárás indult Cserni ellen a cikk erős politikai tartalma miatt. A fegyelmi eljárásról tájékoztató levelet Cserni közzétette a galamus.hu weboldalon 2010. szeptember 8-án, vagyis még aznap, ahogy az eljárást kezdeményezték. Ugyanakkor Cserni felvetette, hogy a fegyelmi eljárásról érdeklődött nála egy újságíró még a nyilvános közzététel előtt. Dr. Gatter László, a Fővárosi Bíróság elnöke szerint a Cserni által írott cikk egésze „kétséget kizáróan olyan politikai állásfoglalásnak minősül, amely meghaladja a bírák számára is rendelkezésre álló véleménynyilvánítás szabadságának kereteit. Egyértelműen állást foglal az Országgyűlés legnagyobb kormánypártjának tevékenységéről, ezzel megsértve a bírák politikai állásfoglalását tiltó szabályokat.”
Cserni az ATV-nek adott interjújában kifejtette, hogy a cikk kérdéses mondatai, például a „bírók nyilatkozattételi tilalmát ugyanolyan könnyen eltörölheti a kormánytöbbség, mint Nenyiről a légyszart le” még „beleférnek a publicisztika műfajába” és állítása szerint nem minősülnek politikai jellegűnek.
A Belügyminisztérium 2013. október elején kiadott közleménye Cserni János bíróra hárítja a felelősséget, amiért két gyanúsított megszökhetett a házi őrizetből, ahová - a törvénynek megfelelően - azért kerültek, mert négy év előzetes letartóztatás után sem született ügyükben ítélet.